# Saubach (Darmstadt)
Der Saubach ist ein Bach in Darmstadt.

## Verlauf
Der Saubach entspringt dem Bessunger Forellenteich – einem Feuchtgebiet, das aus mehreren Quellen gespeist wird.
Vom Forellenteich fließt der Bach durch das Waldgebiet am Polizeipräsidium Südhessen.
Danach unterquert er die Klappacher Straße.
Der Saubach fließt von dort in westliche Richtung an der Akademie für Tonkunst vorbei.   
Nordwestlich der Akademie unterquert der Bach die Ludwigshöhstraße.
Westlich der Ludwigshöhstraße fließt er über das Schulgelände des Lichtenberg-Gymnasiums; wo er zwei Feuchtbiotope speist.
Südwestlich des Lichtenberg-Gymnasiums fließt der Saubach durch ein Kleingartengelände und mündet anschließend in die Bessunger Kiesgrube.

## Etymologie und Geschichte
Aus dem Goetheteich am Herrgottsberg fließt der Herrgottsbergbach heute in den Bessunger Forellenteich, aus dem der Saubach abfließt.
Der Herrgottsbergbach floss bis zum Jahr 2000 an der Klappacher Straße in die Darmstädter Kanalisation.
Im Bereich der Klappacher Wiesen gelangt Grundwasser – das von Granitfelsen und einer undurchlässigen Tonschicht gebremst wird – an die Oberfläche.  
Dieses Feuchtgebiet wird auch Klappacher Wasser genannt.
Im Jahr 1965 – beim Bau des Lichtenberg-Gymnasiums – wurde der natürliche Bachgraben zugeschüttet.
Von 1965 bis zum Jahr 2000 lief der Saubach an der Ludwigshöhstraße ebenfalls in die Darmstädter Kanalisation.
Der frühere Name des Saubachs war Flachsbach.
Die Straße Flachsbachweg in Darmstadt-Bessungen erinnert an den alten Namen des Bachs.
Die Bessunger nutzten das Wasser des Bachs, um aus Flachs Leinen zu gewinnen.
Dabei wurden die Flachsbündel in Bachwasser eingeweicht; bis das Grünzeug abfaulte.
Der unangenehme Geruch, der dabei entstand, gab dem Bach seinen heutigen Namen Saubach.